# Miguel Cáceres
Miguel Cáceres Báez (ur. 6 czerwca 1978 w Campo Nuevo) – paragwajski piłkarz występujący na pozycji napastnika.

## Kariera klubowa
Cáceres jest wychowankiem drużyny Club Guaraní z siedzibą w stołecznym mieście Asunción. W paragwajskiej Primera División zadebiutował jako dwudziestolatek, a w 2000 roku przyczynił się do wywalczenia przez zespół wicemistrzostwa kraju. Jego dobra gra zaowocowała transferem do argentyńskiego Rosario Central, którego barwy udanie reprezentował przez pół roku. W styczniu 2001 odszedł do hiszpańskiego drugoligowca Levante UD, za to sezon 2002/2003 spędził w innym klubie z tej samej klasy rozgrywkowej, CD Badajoz, spadając z nim do trzeciej ligi. Profesjonalną grę w piłkę zakończył w wieku zaledwie 25 lat jako rezerwowy w argentyńskiej ekipie Nueva Chicago z Buenos Aires.

## Kariera reprezentacyjna
W seniorskiej reprezentacji Paragwaju Cáceres zadebiutował w 2000 roku, za kadencji urugwajskiego selekcjonera Sergio Markariána. W 2001 roku został powołany na turniej Copa América, gdzie rozegrał jeden mecz, a jego kadra odpadła w fazie grupowej. Jedno spotkanie zanotował również w ramach eliminacji do Mistrzostw Świata 2002, na które jego drużyna zakwalifikowała się, jednak Cáceres nie znalazł się w składzie, który został powołany na mundial. Swój bilans reprezentacyjny zamknął na jednej strzelonej bramce w dziewięciu meczach.